# Włodzimierz Michajłow
Włodzimierz Michajłow (ur. 11 marca 1905 w Kijowie, zm. 9 września 1994 w Warszawie) – polski parazytolog, zoolog.

## Życiorys
Jego rodzicami byli Konstanty, profesor konserwatorium, i Wera z domu Gniewosz. Ukończył 6 klas gimnazjum w Kijowie. W 1922 zamieszkał w Warszawie. W 1925 jako ekstern złożył egzamin dojrzałości i rozpoczął studia zoologiczne pod kierunkiem prof. Konstantego Janickiego na Wydziale Matematyczno-Przyrodniczym Uniwersytetu Warszawskiego. Ukończył je w 1932, a w 1933 został magistrem filozofii w dziedzinie zoologii i anatomii porównawczej. Od 1932 równolegle studiował pedagogikę na Wydziale Humanistycznym, dyplom uprawniający do nauczania w szkołach średnich uzyskał w 1934. Już podczas studiów wykonywał zawód nauczyciela, od 1934 uczył przyrodoznawstwa w Prywatnym Męskim Gimnazjum i Liceum Zgromadzenia Kupców. Ponadto jako wolontariusz pracował na stanowisku asystenta w Katedrze Zoologii Uniwersytetu Warszawskiego, prowadził badania nad tasiemcami. Przygotowania do planowanej obrony pracy doktorskiej przerwał wybuch II wojny światowej, zaginęła wówczas zarówno sama praca jak i przygotowane do niej materiały. Włodzimierz Michajłow przez cały okres wojny uczestniczył w tajnym nauczaniu, od 1944 kierował referatem Resortu Oświaty PKWN. W 1945 został naczelnikiem wydziału, a dwa lata później awansował na stanowisko wicedyrektora Departamentu Reformy Oświaty. Po zakończeniu działań wojennych ponownie rozpoczął badania naukowe dzięki którym w 1947 obronił na Uniwersytecie Marii Curie-Skłodowskiej pracę doktorską, a następnie został dyrektorem Departamentu Szkolnictwa Wyższego i Nauki w Ministerstwie Oświaty. Dwa lata później objął stanowisko zastępcy profesora w Katedrze Zoologii Szkoły Głównej Gospodarstwa Wiejskiego i kierownika tej katedry. Od 1954 był związany z Zakładem Parazytologii Polskiej Akademii Nauk, od 1959 pełnił funkcję Wiceministra Szkolnictwa Wyższego i Nauki, ponadto przez pięć lat był równocześnie zastępcą sekretarza Wydziału Nauk Biologicznych. W 1961 został powołany na stanowisko dyrektora Instytutu Parazytologii PAN, w 1968 przestał pełnił funkcję Wiceministra Szkolnictwa Wyższego i Nauki, wybrano go wówczas na sekretarza Wydziału Nauk Biologicznych. W czerwcu 1968 roku wszedł w skład Komitetu Przygotowawczego obchodów 500 rocznicy urodzin Mikołaja Kopernika. W 1974 skutecznie wnioskował o wprowadzenie do programu UNESCO Człowiek i Biosfera (MAB) projektu „Parazytologia a Ochrona Środowiska” (PARMAB). Rok później zakończył pracę na stanowisku dyrektora i sekretarza i przeszedł w stan spoczynku, uzyskał wówczas tytuł doktora honoris causa Akademii Medycznej w Poznaniu. Pozostał aktywny w sferze organizacyjnej, w 1978 został wybrany na prezydenta Międzynarodowego Kongresu Parazytologicznego (World Federation of Parasitologists) (ICOPA-IV), który odbywał się w Warszawie.
Zmarł w 1994, spoczywa na cmentarzu Komunalnym Północnym w Warszawie (kwatera O-I-21-5-5).

## Dorobek naukowy
Po 1945 przygotował ponad dwadzieścia prac naukowych dotyczących parazytologii tasiemców oraz parazytologii ogólnej. Od 1955 prowadził badania nad wiciowcami z grupy Euglenida, które pasożytują w widłonogach (Copepoda), ich efektem było ok. sto pięćdziesiąt prac i opracowań oraz dwie monografie. Wprowadził wyróżnianie czterech kryteriów oznaczania gatunków pasożytniczych Euglenoida i na tej podstawie wyróżnił i opisał sto dwadzieścia trzy gatunki z całego świata. Ponadto doprowadził do wyodrębnienia dziewięciu nowych rodzajów pasożytniczych, jednej rodziny oraz jednego podrzędu.

### Publikacje (wybrane)
- „Pasożytnictwo a ewolucja” (1960)
- „Zarys parazytologii ewolucyjnej” (1968)
- „Euglenoidina parasitica in Copepoda. An outline monograph” (1972)
- „Sozologia i problemy środowiska życia człowieka” (1972)
- „Środowisko i polityka” (1974)
- „Biologia pasożytniczych Euglenoidina” (1978)
- „Problemy koewolucji organicznej” (1982)

## Członkostwo
- Członek korespondent Polskiej Akademii Nauk (od 1961), a następnie członek rzeczywisty (od 1966)
- Członek zagraniczny Akademii Nauk ZSRR (od 1982)
- Członek Polskiego Towarzystwa Przyrodników im. Kopernika (od 1945)
- Członek redakcji „Kosmosu” (od 1952)
- Członek Polskiego Towarzystwa Parazytologicznego (od 1948)
- Członek Towarzystwa Wiedzy Powszechnej (od 1950)
- Członek kolegium redakcyjnego „Problemów” (od 1954)
- Członek Państwowej Rady Ochrony Przyrody (od 1970)
- Członek Państwowej Rady Ochrony Środowiska (od 1981)
- Przewodniczący rady redakcyjnej rocznika „Człowiek i nauka” (od 1970)
- Przewodniczący Komitetu Naukowego „Człowiek i Środowisko” przy Prezydium PAN (od 1970, od 1982 Przewodniczący Honorowy)
- Przewodniczący Sekcji Biologicznej Komisji Nagród Państwowych (1964–1978)
- Dyrektor Wszechnicy PAN (od 1975)
- Członek Polskiej Partii Robotniczej (1944–1949), a następnie Polskiej Zjednoczonej Partii Robotniczej (od 1949)
- Członek Komunistycznej Partii Związku Radzieckiego[4]

## Ordery i odznaczenia
- Order Sztandaru Pracy I klasy
- Krzyż Komandorski z Gwiazdą Orderu Odrodzenia Polski
- Order Sztandaru Pracy II klasy
- Krzyż Komandorski Orderu Odrodzenia Polski
- Krzyż Oficerski Orderu Odrodzenia Polski (19 lipca 1954)[5]
- Złoty Krzyż Zasługi (19 sierpnia 1946)[6]
- Srebrny Krzyż Zasługi
- Medal 30-lecia Polski Ludowej
- Medal 40-lecia Polski Ludowej
- Medal 10-lecia Polski Ludowej (14 stycznia 1955)[7]
- Medal Zwycięstwa i Wolności 1945
- Medal Komisji Edukacji Narodowej
- Medal im. Ludwika Waryńskiego (1986)[8]
- Medal im. Mikołaja Kopernika PAN
- Odznaka tytułu honorowego „Zasłużony Nauczyciel PRL”
- Odznaka „Zasłużony Działacz Kultury”
- Odznaka honorowa Stowarzyszenia Bibliotekarzy Polskich (1968)[9]

## Nagrody i wyróżnienia
- Nagroda Państwowa II stopnia za popularyzację postępowego kierunku w biologii w minionym 10-leciu (1955)[10]
- Nagroda „Problemów” (1963)[11]
- Nagroda Państwowa II stopnia za działalność naukową (1964)[1]
- List gratulacyjny od Przewodniczącego Rady Państwa (1982)